# Sléíbine
Sléíbine (mort le 2 mars 767) est un ecclésiastique irlandais qui fut abbé d'Iona de 752 à 767.

## Biographie
Sléibíne est issu du Cenél Loáirn qui a imposé son hégémonie politique sur le Dal Riada au début du VIIIe siècle. Son père serait un certain Congal, et de ce fait le Cillene mac Congal qui meurt à Iona en 752 doit être un frère du nouvel abbé, qui succède cette année là à Cilléne Droichtech comme 15e successeur de Colomba d'Iona. 
Pendant son abbatiat, Sléibíne consacre beaucoup de temps à effectuer des voyages en Irlande afin d'y renforcer l'influence des « Lois de Colomba » dans la paruchia locale. Il obtient l'appui de Domnall Midi  des Uí Néill du sud, roi de Mide et Ard ri Erenn en 753, dont l'intérêt qu'il porte aux « Lois de Colomba » est confirmé par son choix de se faire inhumer dans l'abbaye de Durrow en 763. Sléibíne se rend en Irlande en 754 et ne revient à Iona que l'année suivante. Suibhne, le coadjuteur de Sléibíne, se rend lui aussi en Irlande en 766, l'année précédant la mort de l'abbé. Ce regain d'intérêt pour la paruchia irlandaise est sans doute lié à l'expulsion des moines d'Iona du royaume des Pictes par Nechtan mac Der Ilei en 717 et leur éviction de la Northumbrie. L'action de Sléibíne n'est pas limitée à l'Irlande : selon Nennius (auteur au IXe siècle de l'Historia Brittonum), il se rend également à Ripon, en Northumbrie, afin de consulter les archives de l'établissement ecclésiastique fondé par Wilfrid.
Sléibíne meurt en 767. Il a comme successeur son coadjuteur Suibhne. Sa fête est observée le 2 mars.

### Article lié
- Abbaye d'Iona